# Saut en longueur féminin aux championnats du monde d'athlétisme 2023
Pour des articles plus généraux, voir Championnats du monde d'athlétisme 2023 et Saut en longueur aux championnats du monde d'athlétisme.
Navigation
Eugene 2022 Tokyo 2025
L'épreuve du saut en longueur féminin des championnats du monde de 2023 se déroule les 19 et 20 août 2023 au sein du Centre national d'athlétisme à Budapest, en Hongrie.

## Mimimas
La période de qualification est comprise entre le 31 juillet 2022 et le 30 juillet 2023. Le minima de qualification est fixé à 6,85 m.

## Résultats

### Qualifications
Qualification : 6,80 m (Q) ou les 12 meilleures performances (q) se qualifient pour la finale.
| Rang | Groupe         | Athlète                | Pays         | Essais | Essais | Essais | Marque | Notes |
| Rang | Groupe         | Athlète                | Pays         | 1      | 2      | 3      | Marque | Notes |
| ---- | -------------- | ---------------------- | ------------ | ------ | ------ | ------ | ------ | ----- |
| 1    | A              | Tara Davis-Woodhall    | États-Unis   | 6,87 m |        |        | 6,87 m | Q     |
| 2    | A              | Marthe Koala           | Burkina Faso | 6,84 m |        |        | 6,84 m | Q     |
| 3    | B              | Ivana Vuleta           | Serbie       | x      | 6,82 m |        | 6,82 m | Q     |
| 4    | B              | Ackelia Smith          | Jamaïque     | x      | x      | 6,78 m | 6,78 m | q     |
| 5    | B              | Jasmine Moore          | États-Unis   | 6,61 m | 6,73 m | 6,63 m | 6,73 m | q     |
| 6    | A              | Larissa Iapichino      | Italie       | 6,73 m | 6,51 m |        | 6,73 m | q     |
| 7    | B              | Leticia Oro Melo       | Brésil       | 6,73 m | x      | x      | 6,73 m | q, SB |
| 8    | A              | Ese Brume              | Nigeria      | 6,65 m | 6,72 m | 6,69 m | 6,72 m | q     |
| 9    | B              | Alina Rotaru           | Roumanie     | 6,60 m | 6,54 m | 6,69 m | 6,69 m | q     |
| 10   | B              | Maryse Luzolo          | Allemagne    | x      | 6,66 m | x      | 6,66 m | q     |
| 11   | A              | Tessy Ebosele          | Espagne      | 6,65 m | 6,49 m | x      | 6,65 m | q     |
| 12   | B              | Fátima Diame           | Espagne      | x      | x      | 6,61 m | 6,61 m | q     |
| 13   | B              | Ruth Usoro             | Nigeria      | 6,50 m | 6,40 m | 6,60 m | 6,60 m |       |
| 14   | B              | María Vicente          | Espagne      | 6,52 m | 6,49 m | 6,59 m | 6,59 m |       |
| 15   | B              | Pauline Hondema        | Pays-Bas     | 6,13 m | 6,45 m | 6,57 m | 6,57 m |       |
| 16   | A              | Quanesha Burks         | États-Unis   | x      | 6,57 m | x      | 6,57 m |       |
| 17   | B              | Brooke Buschkuehl      | Australie    | 6,55 m | 4,92 m | 6,53 m | 6,55 m |       |
| 18   | A              | Milica Gardašević      | Serbie       | 6,51 m | x      | 6,45 m | 6,51 m |       |
| 19   | B              | Deborah Acquah         | Ghana        | 6,39 m | 6,50 m | 6,25 m | 6,50 m |       |
| 20   | A              | Mikaelle Assani        | Allemagne    | x      | 6,47 m | x      | 6,47 m |       |
| 21   | A              | Maja Åskag             | Suède        | x      | 6,47 m | x      | 6,47 m |       |
| 22   | A              | Jazmin Sawyers         | Royaume-Uni  | x      | 6,41 m | 6,05 m | 6,41 m |       |
| 23   | B              | Sumire Hata            | Japon        | x      | x      | 6,41 m | 6,41 m |       |
| 24   | B              | Shaili Singh           | Inde         | 6,26 m | 6,40 m | 6,30 m | 6,40 m |       |
| 25   | B              | Natalia Linares        | Colombie     | 6,38 m | 6,28 m | 6,35 m | 6,38 m |       |
| 26   | B              | Eliane Martins         | Brésil       | x      | x      | 6,38 m | 6,38 m |       |
| 27   | A              | Petra Banhdi-Farkas    | Hongrie      | 6,37 m | x      | 6,26 m | 6,37 m |       |
| 28   | B              | Khaddi Sagnia          | Suède        | 6,19 m | x      | 6,35 m | 6,35 m |       |
| 29   | A              | Samantha Dale          | Australie    | x      | x      | 6,35 m | 6,35 m |       |
| 30   | A              | Tissanna Hickling      | Jamaïque     | x      | 6,29 m | 6,17 m | 6,29 m |       |
| 31   | B              | Diana Lesti            | Hongrie      | 6,25 m | x      | 6,21 m | 6,25 m |       |
| 32   | A              | Esraa Owis             | Égypte       | x      | x      | 6,16 m | 6,16 m |       |
| 33   | A              | Lissandra Maysa Campos | Brésil       | x      | x      | 6,01 m | 6,01 m |       |
| 34   | A              | Tilde Johansson        | Suède        | x      | x      | 5,99 m | 5,99 m |       |
|      | A              | Maryna Bekh-Romanchuk  | Ukraine      | x      | -      | -      | NM     |       |
| A    | Hilary Kpatcha | France                 | x            | x      | x      |        | NM     |       |

### Finale
| Rang               | Athlète             | Pays         | Essais | Essais | Essais | Essais | Essais | Essais | Marque | Notes |
| Rang               | Athlète             | Pays         | 1      | 2      | 3      | 4      | 5      | 6      | Marque | Notes |
| ------------------ | ------------------- | ------------ | ------ | ------ | ------ | ------ | ------ | ------ | ------ | ----- |
| Médaille d'or      | Ivana Vuleta        | Serbie       | x      | 7,05 m | x      | 6,91 m | 7,14 m | 6,78 m | 7,14 m | WL    |
| Médaille d'argent  | Tara Davis-Woodhall | États-Unis   | 6,91 m | 6,74 m | 6,62 m | x      | x      | 6,78 m | 6,91 m |       |
| Médaille de bronze | Alina Rotaru        | Roumanie     | 6,51 m | 6,72 m | 6,63 m | 6,75 m | x      | 6,88 m | 6,88 m |       |
| 4                  | Ese Brume           | Nigeria      | 6,80 m | 6,84 m | 6,76 m | 6,53 m | 6,70 m | 6,59 m | 6,84 m | SB    |
| 5                  | Larissa Iapichino   | Italie       | x      | 6,73 m | x      | 6,17 m | x      | 6,82 m | 6,82 m |       |
| 6                  | Fátima Diame        | Espagne      | 6,82 m | x      | x      | 4,79 m | 6,52 m | x      | 6,82 m | =PB   |
| 7                  | Marthe Koala        | Burkina Faso | x      | 6,68 m | 6,67 m | 6,33 m | 6,54 m | 6,54 m | 6,68 m |       |
| 8                  | Tessy Ebosele       | Espagne      | 6,62 m | x      | 6,39 m | 6,33 m | 6,49 m | 6,50   | 6,62 m |       |
| 9                  | Maryse Luzolo       | Allemagne    | x      | x      | 6,58 m |        |        |        | 6,58 m |       |
| 10                 | Jasmine Moore       | États-Unis   | x      | 6,42 m | 6,54 m |        |        |        | 6,54 m |       |
| 11                 | Ackelia Smith       | Jamaïque     | x      | 6,49 m | x      | 6,51 m | 6,50 m | x      | 6,51 m |       |
| 12                 | Leticia Oro Melo    | Brésil       | x      | x      | 6,12 m |        |        |        | 6,12 m |       |

## Légende
Records et Performances
- AR : Record continental (area record)
- CR : Record des championnats (championship record)
- MR : Record du meeting (meet record)
- NR : Record national (national record)
- OR : Record olympique (olympic record)
- PR : Record paralympique (paralympic record)
- PB : Record personnel (personal best)
- SB : Meilleure performance personnelle de la saison (season's best)
- WL : Meilleure performance mondiale de l'année (world leader)
- WJR : Record du monde junior (world junior record)
- WR : Record du monde (world record)

Circonstances et Conditions
- DNF : N'a pas terminé (did not finish)
- DNS : N'a pas pris le départ (did not start)
- DQ : Disqualification (disqualification)
- NM : Aucun essai valable enregistré (No Mark)
- Q : Qualifié « directement » au prochain tour (ou à la prochaine compétition), lors d'une compétition majeure, grâce au classement ou à la réalisation des minima (automatic qualifier)
- q : Qualifié au prochain tour (ou à la prochaine compétition), lors d'une compétition majeure, grâce au repêchage ou à la réalisation de l'une des meilleures performances parmi celles des « non qualifiés directement » (grâce au meilleur temps ou à la meilleure distance par exemple) (secondary qualifier)